# غرب مدينة نصر (حي)
حي غرب مدينة نصر، أحد التقسيمات الداخلية للمنطقة الشرقية في محافظة القاهرة، جمهورية مصر العربية.